# Мегидь, Александр Иванович
Александр Иванович Мегидь (13 февраля 1942, Усть-Каменогорск — 2015) — советский и казахстанский архитектор. Член Союза архитекторов СССР, почётный архитектор Казахстана. Профессор Восточно-Казахстанского технического университета.
Участвовал в преобразовании города, создавая не только жилые районы, но и места отдыха для горожан.

## Биография
В 1956 году окончил семилетку. Работая, параллельно учился на вечернем отделении Усть-Каменогорского строительного техникума и в 1961 году получил специальность «техник-строитель».
После службы в армии в 1964 году поступил на архитектурный факультет Казахского политехнического института в Алма-Ате, который окончил с отличием в 1969 году.
В 1969—1972 годы работал архитектором ГАП — Усть-Каменогорское отделение Казгорстройпроекта, Востокоблсельпроект. В 1972—1979 годы — декан архитектурного факультета, старший преподаватель Усть-Каменогорского строительно-дорожного института.
В 1979—1999 годы — заместитель, затем главный архитектор Восточно-Казахстанской Области. В 1999—2002 годы — профессор, заведующий кафедрой «Основы архитектуры и дизайна», «Теории и истории, рисунка и живописи» архитектурного факультета Восточно-Казахстанского государственного технического университета.
Одновременно в 1989—2015 годы — директор ТДО Творческо-производственного объединения «Усть-Каменогорскархфонд».

## Архитектурные проекты
| • Национальная библиотека в Японии | Международный конкурс                              | Автор                      |
| • Генплан г. Усть-Каменогорска | =//=                                               | Авторский коллектив        |
| • Генплан и новый центр г. Астаны | =//=                                               | =//=                       |
| • Architecture and Water - XXI st century (Вода и архитектура - XXI век) | =//=                                               | =//=                       |
| • Большой Египетский музей пирамид | =//=                                               | =//=                       |
| • Центр г. Усть-Каменогорск | Союзный конкурс                                    | =//=                       |
| • Общегородской центр г. Атырау | Республиканский конкурс                            | =//=                       |
| • Рекреационная зона Ашы-сай г. Акмола | =//=                                               | =//=                       |
| • Здание союза архитекторов в г. Алма-Ата | =//=                                               | Автор                      |
| • Серия жилых индивидуальных домов из панелей | =//=                                               | =//=                       |
| • Микрорайон (застройка и планировка) в границах ул. Ушанова, Пролетарская, Пермитина, Орджоникидзе в г. Усть-Каменогорск                                                                           | Осуществлен                                        | Авторский коллектив        |
| • 9-ти этажный жилой дом со встроенными предприятиями (угол ул. Мызы, ул. Бурова в г. Усть-Каменогорск)                                                                                             | Осуществлен                                        | Автор                      |
| • Областной театр в г. Усть-Каменогорск | Проект                                             | Авторский коллектив        |
| • Административное здание (угол ул. Горького, ул. Пермитина в г. Усть-Каменогорске) | =//=                                               | =//=                       |
| • Архитектура автодороги: Усть-Каменогорск — Зайсан — Алексеевка | Научная тема проект                                | =//=                       |
| • Здание этнографического музея в г. Усть-Каменогорске | Эскизный Проект                                    | =//=                       |
| • Парк им. Кирова в г. Усть-Каменогорске | Осуществлен                                        | =//=                       |
| • Экопарк на Левом берегу в г. Усть-Каменогорске | Эскизный Проект                                    | =//=                       |
| • Градостроительное и объемно-пространственное решение пл. Ленина в г. Усть-Каменогорске | Осуществлен                                        | Автор                      |
| • Градостроительная концепция размещения памятника павшим воинам 1941 г.-1945 г. в г. Усть-Каменогорске                                                                                             | Осуществлен                                        | =//=                       |
| • Архитектурная и градостроительная концепция индивидуального строительства в г. Усть-Каменогорске 1983 г. Проект был принят и реализован в г. Волжский Волгоградской области.                      | Осуществлен                                        | Авторский коллектив        |
| • Архитектурно-дизайнерское решение интерьеров магазинов, фасадов 1-й гор. больницы, школы на Левом берегу, выставочного павильона, клуба, детсада в 7-м микрорайоне и т. д. в г. Усть-Каменогорске | Осуществлен                                        | Автор                      |
| • Административное здание Алтайской геологической экспедиции | Осуществлен                                        | Авторский коллектив        |
| • Генпланы г. Зыряновск, г. Лениногорск и районных центров | В стадии реализации                                | Главный Архитектор области |
| • Районная планировка ВКО | =//=                                               | Главный архитектор области |
| • Проекты планировки и застройки сельских населённых мест 1979—1999 г.г; ВКО | =//=                                               | =//=                       |
| • Проекты планировки и застройки сел зоны землетрясения 1990 г. (Зайсанский, Курчумский, Маркакольский районы) в ВКО                                                                                | =//=                                               | Авторский коллектив        |
| • Жилые районы в г. Усть-Каменогорске | =//=                                               | Главный архитектор области |
| • Реконструкция цокольного этажа жилого дома под первый коммерческий магазин по пр. Ленина в г. Усть-Каменогорске в 1989 г.                                                                         | Осуществлен                                        | Автор                      |
| • Единый религиозный центр на Левом берегу в г. Усть-Каменогорске | Проект                                             | Авторский коллектив        |
| • Юбилей Абая в Карауле | Архитектурная и дизайнерская концепция Осуществлен | Авторский коллектив        |
| • Праздники Наурыз на Левом берегу Иртыша, г. Усть-Каменогорск | Архитектурная и дизайнерская концепция Осуществлен | =//=                       |
| • Республиканская Новогодняя ёлка 1999 г. в г. Усть-Каменогорске | Архитектурная и дизайнерская концепция Осуществлен | =//=                       |

## Персональная выставка
- 20 января 2005 — «Архитектура — время и место». Областной Этнографический музей, г. Усть -Каменогорск.

## Творчество
- Публикация произведений на портале Проза.ру и
- Стихи.ру
- 2015 году выпущена книга произведений «Вот и я, Господи!»
- 2017 году к 75-летию со дня рождения выпущен журнал с публикацией последнего проекта по организации пространств, для отдыха горожан, в центре города Усть-Каменогорска.